# Lista dos artistas mais ouvidos no Spotify
Esta lista contém os artistas mais ouvidos na plataforma de streaming de áudio, Spotify.
Em novembro de 2024, o cantor americano Bruno Mars é o artista com mais streamings de todos os tempos no Spotify, com mais de 150 milhões de ouvintes, enquanto o cantor e compositor canadense, The Weeknd, vem em seguida. Desde 2013, o Spotify publica uma lista anual de seus artistas mais ouvidos, que foi superada por Drake e pelo rapper e cantor porto-riquenho Bad Bunny um recorde três vezes, com Bad Bunny sendo o único artista a fazê-lo em anos consecutivos (2020 –2022).

## Mais ouvintes mensais

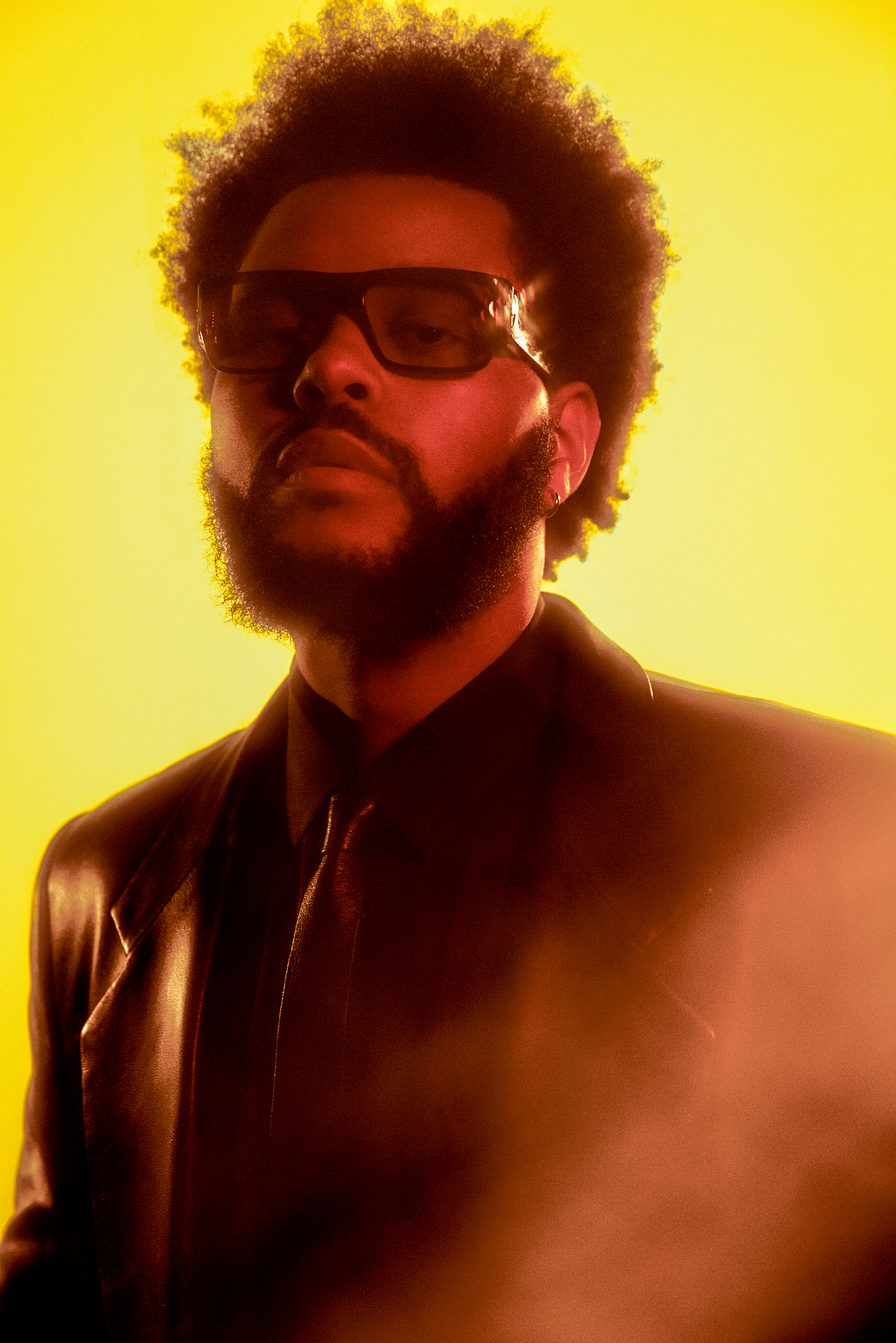
O cantor e compositor canadense The Weeknd é o segundo artista com mais ouvintes mensais em novembro de 2024, além de ser o primeiro artista a atingir 100 milhões de ouvintes mensais no Spotify.

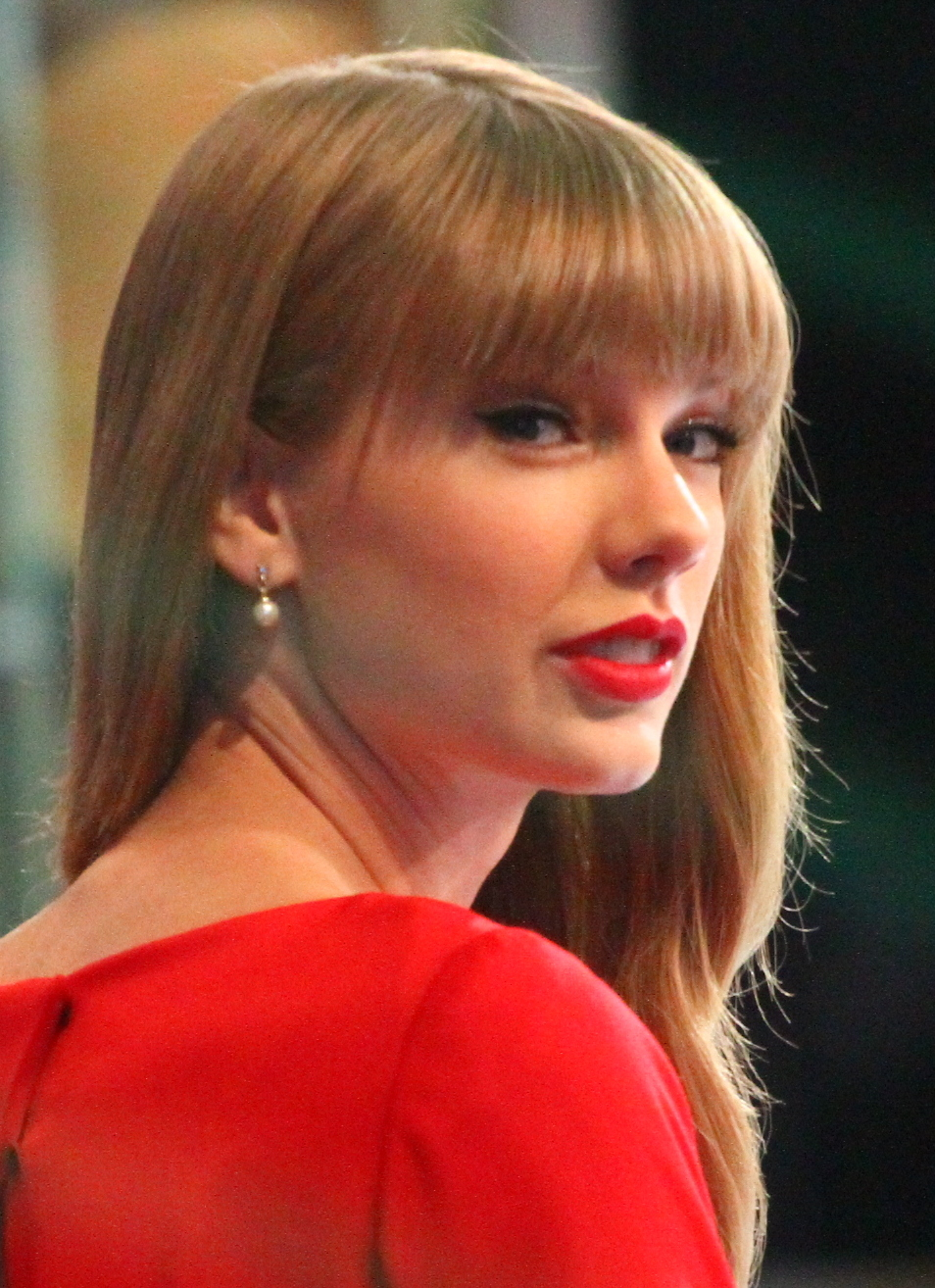
A cantora e compositora estadunidense, Taylor Swift é a artista com mais ouvintes mensais no Spotify em novembro de 2024.

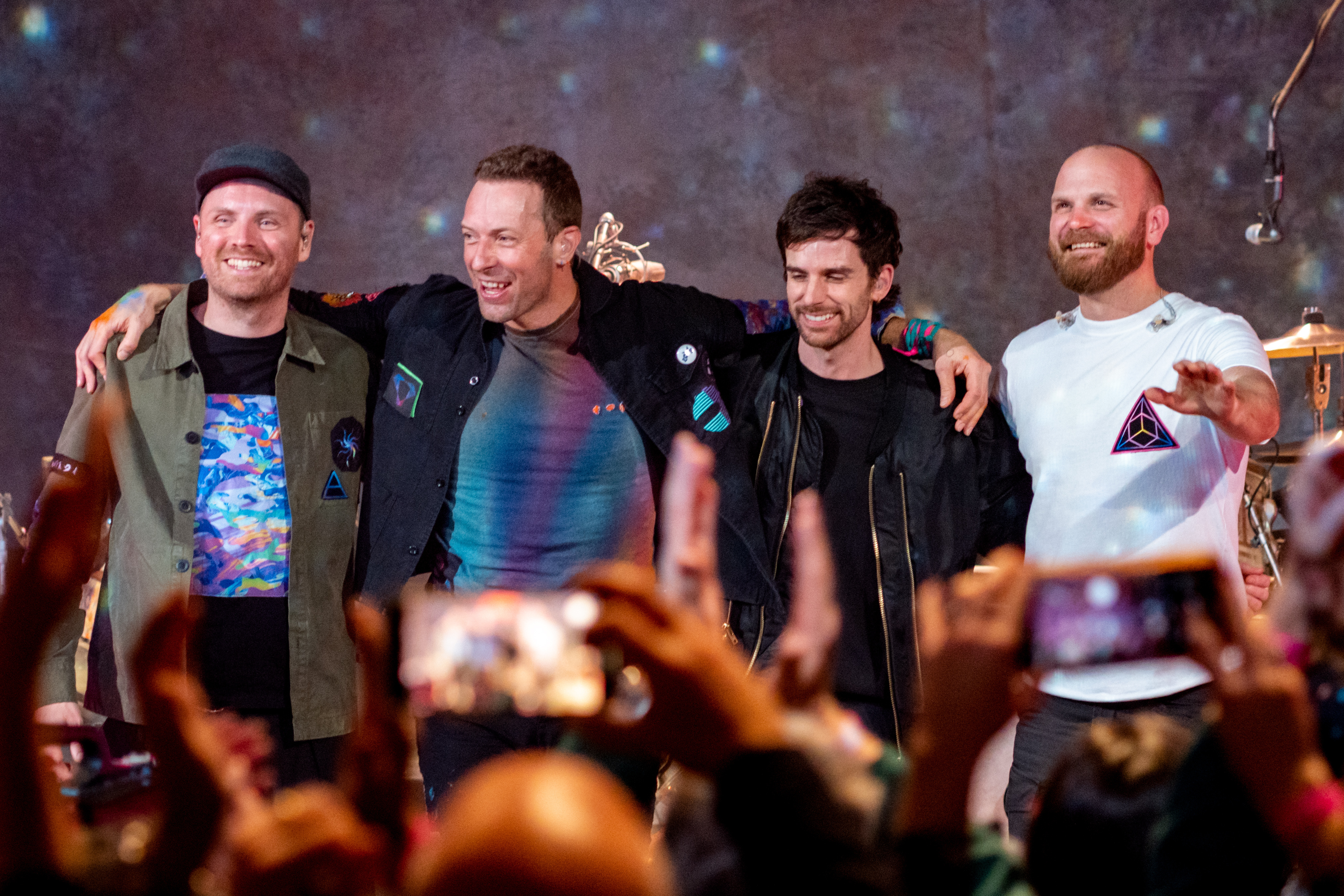
A banda britânica, Coldplay é o grupo com mais ouvintes mensais no Spotify em novembro de 2024.

O cantor e compositor norte americano, Bruno Mars, é atualmente o artista com mais ouvintes mensais no Spotify. 
| Fonte:                     | Fonte:            | Fonte:                     | Fonte:  |
| Pos.                       | Artistas          | Ouvintes mensais (milhões) | Dif.    |
| -------------------------- | ----------------- | -------------------------- | ------- |
| 1                          | Bruno Mars        | 150.7                      | Aumento |
| 2                          | The Weeknd        | 126.0                      | Aumento |
| 3                          | Lady Gaga         | 123.9                      | Aumento |
| 4                          | Billie Eilish     | 107.7                      | Aumento |
| 5                          | Bad Bunny         | 94.3                       | Baixa   |
| 6                          | Coldplay          | 91.9                       | Baixa   |
| 7                          | Rihanna           | 89.6                       | Aumento |
| 8                          | Taylor Swift      | 86.8                       | Estável |
| 9                          | Ariana Grande     | 84.4                       | Aumento |
| 10                         | SZA               | 84.2                       | Aumento |
| 11                         | Kendrick Lamar    | 83.2                       | Aumento |
| 12                         | Justin Bieber     | 82.2                       | Aumento |
| 13                         | Drake             | 74.3                       | Aumento |
| 14                         | Eminem            | 73.9                       | Aumento |
| 15                         | David Guetta      | 73.3                       | Aumento |
| 16                         | Travis Scott      | 72                         | Aumento |
| 17                         | Post Malone       | 69.5                       | Aumento |
| 18                         | Ed Sheeran        | 69.5                       | Aumento |
| 19                         | Sabrina Carpenter | 69.3                       | Baixa   |
| 20                         | ROSÉ              | 68.4                       | Baixa   |
| 21                         | Kanye West        | 66.1                       | Aumento |
| 22                         | Dua Lipa          | 64.8                       | Aumento |
| 23                         | J Balvin          | 64.5                       | Aumento |
| 24                         | Maroon 5          | 64.4                       | Baixa   |
| 25                         | Kanye West        | 65                         | Baixa   |
| 26                         | Imagine Dragons   | 60.2                       | Aumento |
| 27                         | Shakira           | 59.9                       | Aumento |
| 28                         | Lana Del Rey      | 59.8                       | Aumento |
| 29                         | Katy Perry        | 59.4                       | Baixa   |
| 30                         | Sam Smith         | 58.6                       | Aumento |
| 31                         | Adele             | 58.4                       | Aumento |
| 32                         | Future            | 58                         | Baixa   |
| 33                         | Sia               | 57.7                       | Aumento |
| 34                         | Beyoncé           | 56.8                       | Aumento |
| 35                         | Karol G           | 56                         | Aumento |
| 36                         | Pitbull           | 55.8                       | Aumento |
| 37                         | Rauw Alejandro    | 55.6                       | Aumento |
| 38                         | Miley Cyrus       | 55                         | Aumento |
| 39                         | Arctic Monkeys    | 55                         | Aumento |
| 40                         | Marshmello        | 54.4                       | Aumento |
| 41                         | Daddy Yankee      | 53.3                       | Aumento |
| 42                         | Michael Bublé     | 55.2                       | Aumento |
| 43                         | Playboi Carti     | 54.5                       | Aumento |
| 44                         | Gracie Abrams     | 51.2                       | Aumento |
| 45                         | Teddy Swims       | 50.8                       | Aumento |
| 46                         | 21 Savage         | 50.3                       | Aumento |
| 47                         | Chris Brown       | 50.3                       | Aumento |
| 48                         | Lil Wayne         | 50.3                       | Aumento |
| 49                         | Hozier            | 50                         | Aumento |
| 50                         | Khalid            | 50                         | Aumento |
| Em 06 de fevereiro de 2025 |                   |                            |         |

## Artistas mais ouvidos

### Por ano

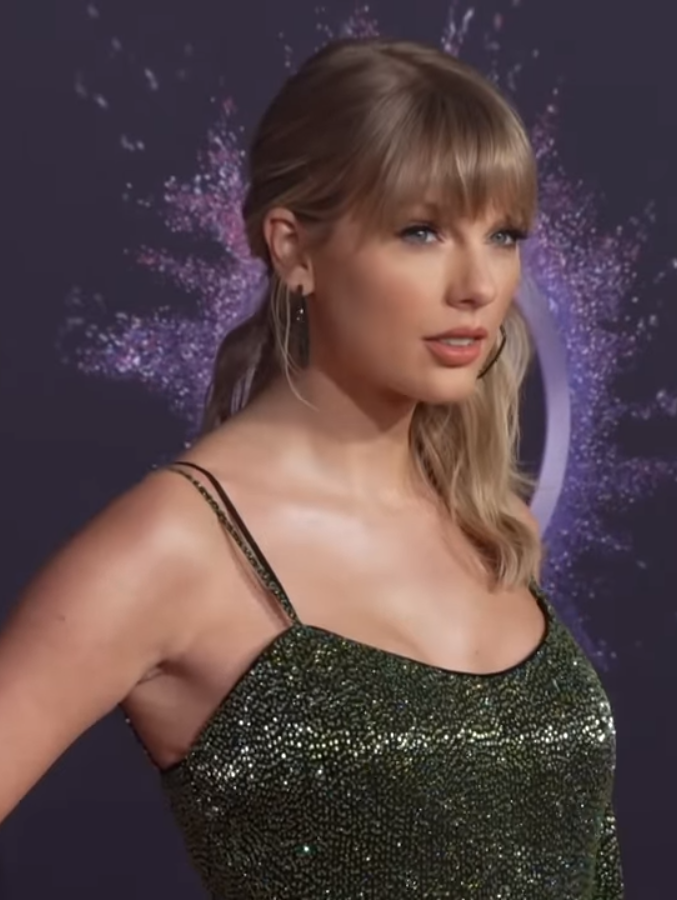
Taylor Swift foi o artista com mais streamings no Spotify no ano de 2023, com um recorde de 26 Bilhões.

O número de streamings está listado entre parênteses, quando disponível.
| Ano  | Classificação de artistas   | Classificação de artistas | Classificação de artistas | Classificação de artistas | Classificação de artistas |
| Ano  | 1                           | 2                         | 3                         | 4                         | 5                         |
| ---- | --------------------------- | ------------------------- | ------------------------- | ------------------------- | ------------------------- |
| 2013 | Macklemore & Ryan Lewis     | Avicii                    | Daft Punk                 | Eminem                    | Imagine Dragons           |
| 2014 | Ed Sheeran (860 milhões)    | Eminem                    | Coldplay                  | Calvin Harris             | Katy Perry                |
| 2015 | Drake (1.8 bilhões)         | Ed Sheeran                | The Weeknd                | Maroon 5                  | Kanye West                |
| 2016 | Drake (4.7 bilhões)         | Justin Bieber             | Rihanna                   | Twenty One Pilots         | Kanye West                |
| 2017 | Ed Sheeran (6.3 bilhões)    | Drake                     | The Weeknd                | Kendrick Lamar            | The Chainsmokers          |
| 2018 | Drake (8.2 bilhões)         | Post Malone               | XXXTentacion              | J Balvin                  | Ed Sheeran                |
| 2019 | Post Malone (6.5 bilhões)   | Billie Eilish             | Ariana Grande             | Ed Sheeran                | Bad Bunny                 |
| 2020 | Bad Bunny (8.3 bilhões)     | Drake                     | J Balvin                  | Juice Wrld                | The Weeknd                |
| 2021 | Bad Bunny (9.1 bilhões)     | Taylor Swift              | BTS                       | Drake                     | Justin Bieber             |
| 2022 | Bad Bunny (18.5 bilhões)    | Taylor Swift              | Drake                     | The Weeknd                | BTS                       |
| 2023 | Taylor Swift (26.0 bilhões) | Bad Bunny                 | The Weeknd                | Drake                     | Peso Pluma                |
| 2024 | Taylor Swift (26.6 bilhões) | The Weeknd                | Bad Bunny                 | Drake                     | Billie Eilish             |

### Por década
O número de streamings está listado entre parênteses, quando disponível.
| Década | Classificação de artistas | Classificação de artistas | Classificação de artistas | Classificação de artistas | Classificação de artistas |
| Década | 1                         | 2                         | 3                         | 4                         | 5                         |
| ------ | ------------------------- | ------------------------- | ------------------------- | ------------------------- | ------------------------- |
| 2010s  | Drake (28 billion)        | Ed Sheeran                | Post Malone               | Ariana Grande             | Eminem                    |

### Primeiros 10 anos
Os artistas mais ouvidos nos primeiros 10 anos de existência do Spotify.
| Anos      | Classificação de artistas | Classificação de artistas | Classificação de artistas | Classificação de artistas | Classificação de artistas |
| Anos      | 1                         | 2                         | 3                         | 4                         | 5                         |
| --------- | ------------------------- | ------------------------- | ------------------------- | ------------------------- | ------------------------- |
| 2008–2018 | Drake                     | Ed Sheeran                | Eminem                    | The Weeknd                | Rihanna                   |

## Mais seguidos

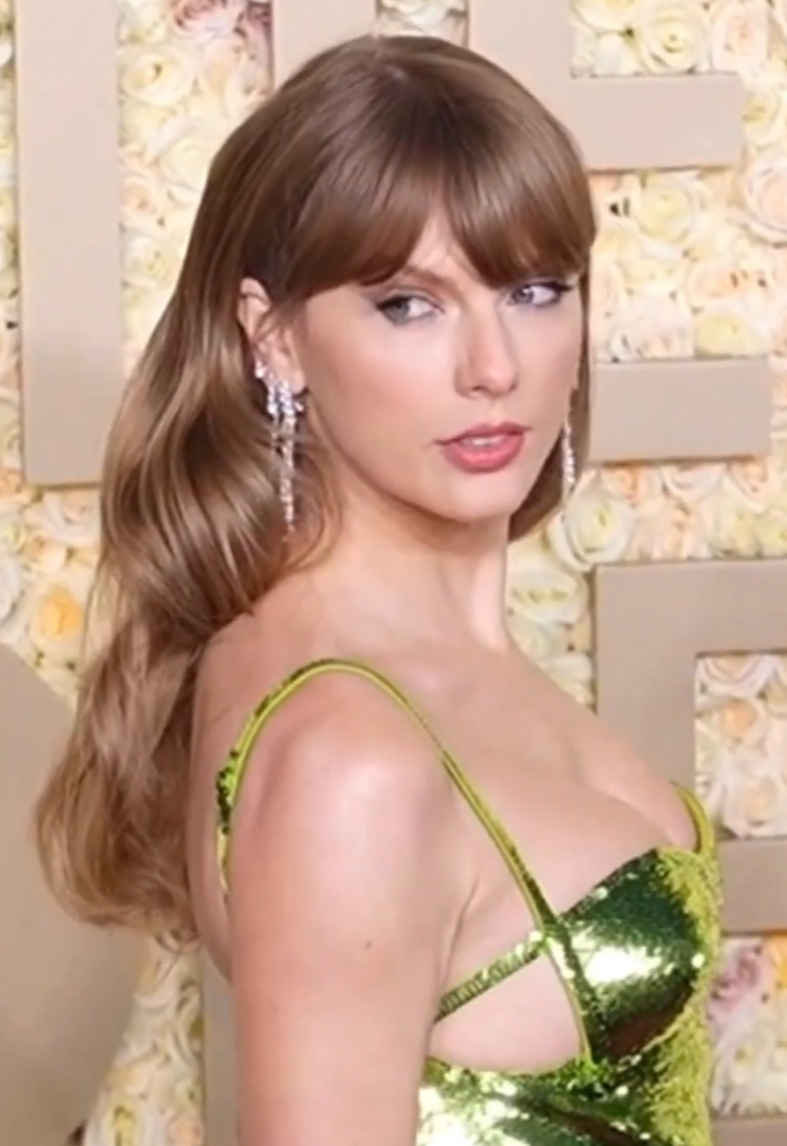
Taylor Swift é a artista mais seguida no Spotify

| Posição                         | Artista         | Seguidores (milhões) | Ref(s) |
| ------------------------------- | --------------- | -------------------- | ------ |
| 1                               | Taylor Swift    | 134.0                | [ 20 ] |
| 2                               | Arijit Singh    | 133.9                | [ 21 ] |
| 3                               | Ed Sheeran      | 118.4                | [ 22 ] |
| 4                               | Ariana Grande   | 97.7                 | [ 23 ] |
| 5                               | Billie Eilish   | 96.2                 | [ 24 ] |
| 6                               | Drake           | 89.5                 | [ 25 ] |
| 7                               | Eminem          | 86.9                 | [ 26 ] |
| 8                               | The Weeknd      | 86.3                 | [ 27 ] |
| 9                               | Bad Bunny       | 83.6                 | [ 28 ] |
| 10                              | Justin Bieber   | 75.9                 | [ 29 ] |
| 11                              | BTS             | 74.2                 | [ 30 ] |
| 12                              | Rihanna         | 61.1                 | [ 31 ] |
| 13                              | Adele           | 56.5                 | [ 32 ] |
| 14                              | Bruno Mars      | 56.4                 | [ 33 ] |
| 15                              | Imagine Dragons | 53.2                 | [ 34 ] |
| 16                              | Coldplay        | 51.5                 | [ 35 ] |
| 17                              | Selena Gomez    | 50.4                 | [ 36 ] |
| 18                              | Queen           | 50.3                 | [ 37 ] |
| 19                              | BLACKPINK       | 49.8                 | [ 38 ] |
| 20                              | Neha Kakkar     | 47.2                 | [ 39 ] |
| A partir de 21 de Julho de 2024 |                 |                      |        |

## Linha do tempo de pico de ouvintes mensais
Esta é a linha do tempo dos artistas mais ouvidos mensalmente no Spotify desde setembro de 2015, quando o recurso foi divulgado.

### 2015
| Mês      | Artista    |
| -------- | ---------- |
| Setembro | The Weeknd |
| Outubro  | The Weeknd |
| Novembro | The Weeknd |
| Dezembro | —          |

### 2016
| Mês       | Artista    |
| --------- | ---------- |
| Janeiro   | —          |
| Fevereiro | —          |
| Março     | —          |
| Abril     | Rihanna    |
| Maio      | Drake      |
| Junho     | Drake      |
| Julho     | Drake      |
| Agosto    | Drake      |
| Setembro  | Drake      |
| Outubro   | Drake      |
| Novembro  | Drake      |
| Dezembro  | The Weeknd |

### 2017
| Mês       | Artista    |
| --------- | ---------- |
| Janeiro   | The Weeknd |
| Fevereiro | Ed Sheeran |
| Março     | Ed Sheeran |
| Abril     | Ed Sheeran |
| Maio      | Ed Sheeran |
| Junho     | Ed Sheeran |
| Julho     | Ed Sheeran |
| Agosto    | Ed Sheeran |
| Setembro  | Ed Sheeran |
| Outubro   | Ed Sheeran |
| Novembro  | Ed Sheeran |
| Dezembro  | Ed Sheeran |

### 2018
| Mês       | Artista       |
| --------- | ------------- |
| Janeiro   | Ed Sheeran    |
| Fevereiro | Ed Sheeran    |
| Março     | Drake         |
| Abril     | Drake         |
| Maio      | Drake         |
| Junho     | J Balvin      |
| Julho     | Drake         |
| Agosto    | Drake         |
| Setembro  | Drake         |
| Outubro   | Drake         |
| Novembro  | Selena Gomez  |
| Dezembro  | Ariana Grande |

### 2019
| Mês       | Artista       |
| --------- | ------------- |
| Janeiro   | Ariana Grande |
| Fevereiro | Ariana Grande |
| Março     | Ariana Grande |
| Abril     | Ariana Grande |
| Maio      | Khalid        |
| Junho     | Ed Sheeran    |
| Julho     | Ed Sheeran    |
| Agosto    | Ed Sheeran    |
| Setembro  | Ed Sheeran    |
| Outubro   | Ed Sheeran    |
| Novembro  | Ed Sheeran    |
| Dezembro  | Ed Sheeran    |

### 2020
| Mês       | Artista       |
| --------- | ------------- |
| Janeiro   | Ed Sheeran    |
| Fevereiro | Justin Bieber |
| Março     | Justin Bieber |
| Abril     | —             |
| Maio      | —             |
| Junho     | —             |
| Julho     | —             |
| Agosto    | The Weeknd    |
| Setembro  | —             |
| Outubro   | —             |
| Novembro  | —             |
| Dezembro  | Ariana Grande |

### 2021
| Mês       | Artista       |
| --------- | ------------- |
| Janeiro   | Justin Bieber |
| fevereiro | The Weeknd    |
| Março     | —             |
| Abril     | —             |
| Maio      | Justin Bieber |
| Junho     | Justin Bieber |
| Julho     | Justin Bieber |